# ゆりかごから墓場まで
「ゆりかごから墓場まで」（ゆりかごからはかばまで、イギリス英語: from the cradle to the grave）とは、第二次世界大戦後のイギリスにおける社会福祉政策のスローガンである。

## 用語解説
社会保障制度の充実を形容する言葉で、第二次世界大戦後に労働党の掲げたスローガンである。これが日本を含めた各国の社会福祉政策の指針となった。イギリスの社会福祉サービスは、国民全員が無料で医療サービスを受けられる国民保健サービス (NHS) と国民全員が加入する国民保険 (NIS) を基幹とすることが特色である。
しかしながらこの政策は膨大な財政支出をもたらし、「イギリス病」に由来する税収の伸び悩みにより、NHSの財政圧迫は深刻な問題となった。